# يانج جياوي
يانج جياوي (بالصينية: 杨家威) (4 يناير 1992 بلينهاي في الصين - ) هو لاعب كرة قدم صيني في مركز الوسط. لعب مع جيانغسو سونينغ وShanghai Shenxin F.C. ‏.

## وصلات خارجية
- يانج جياوي على موقع قاعدة بيانات كرة القدم.إي يو (الإنجليزية)
- يانج جياوي على موقع Soccerway.com (الإنجليزية)